# Sommergäste (1976)
Sommergäste ist ein 1975 gedrehter und 1976 erschienener deutscher Spielfilm von Peter Stein, nach einem Theaterstück (1904) von Maxim Gorki. Stein besetzte diese filmische Umsetzung einer seiner zuvor an der Schaubühne am Halleschen Ufer gezeigten Inszenierungen mit seinen damaligen Ensemblestars Bruno Ganz, Otto Sander, Edith Clever und Jutta Lampe in den Hauptrollen.

## Handlung
Im zaristischen Russland kurz nach der Jahrhundertwende. Schauplatz: Eine sommerliche Datscha auf dem Land inmitten eines Walds. Dort begegnen sich dreizehn Urlauber, alle Vertreter der gesellschaftlichen Mittel- und Oberschicht. Es handelt sich dabei unter anderem um einen Arzt, einen Schriftsteller, einen Ingenieur, einen einstigen Fabrikanten, eine verwitwete Ärztin und eine an ihrem unerfüllten, weil kinderlosen Leben leidende Frau eines skrupellosen Rechtsanwalts. Alle haben sich hochgearbeitet, sind sozial aufgestiegen oder haben gut geheiratet. In ihrer Saturiertheit fühlen sich diese Sommergäste nicht mehr wohl in ihrer Haut – sie sind Wohlstandsbürger, denen aber eine tiefe Unzufriedenheit innewohnt. Einer von ihnen sagt: „Wir sind Sommergäste in unserem Land. Wir gehören nirgendwohin. Wir tun nichts. Wir reden nur schrecklich viel.“
Im Laufe der Geschichte diskutiert und lamentiert man entsprechend, debattiert und wehklagt in einem fort. Viele der Sommergäste wissen nicht, was sie mit ihrem Leben anfangen sollen, plagen sich mit Gewissensbissen und fallen einander unablässig mit Vorwürfen, Selbstbezichtigungen und Sentimentalitäten ins Wort. Die Stimmung wird immer gereizter, und in ihrer bourgeoisen Selbstgefälligkeit dämmert den Anwesenden allmählich, dass schwerwiegende, soziale Umbrüche bevorstehen, in denen Egozentriker wie sie keinen Platz mehr haben werden. Am Ende sind es vor allem die Frauen, die aus ihrem bisherigen trägen Leben ausbrechen; einige verlassen ihre Männer, um ihrem Leben einen neuen Sinn zu geben.

## Produktionsnotizen
Sommergäste entstand Mitte 1975 auf der Pfaueninsel in Berlin. Die Uraufführung fand am 29. Januar 1976 statt, Massenstart war der 6. Februar 1976. In der DDR wurde der Film das erste Mal nachweisbar am 12. März 1977 im Berliner Kino Studio Camera in der Oranienburger Straße 54 aufgeführt.
Steins Sommergäste-Inszenierung an der Schaubühne erwies sich als ungewöhnlicher Erfolg, sie wurde seit der Premiere im Dezember 1974 nahezu 150 Mal gezeigt.

## Kritiken
„(…) Allein schon deswegen sind Steins "Sommergäste" weit entfernt von den verbiesterten, trägen und lauen Bemühungen, die deutsche Filmer gerne im Kino bieten. Sein Film ist ein kraftvolles kleines Meisterwerk von internationalem Rang und mit unvergleichlichen schauspielerischen Qualitäten. Schauspielerei bedeutet für ihn "weitestgehende Entfaltung von Körper und Psyche", heißt "fremde Erfahrungen und Empfindungen durch den eigenen Körper jagen". Das vermittelt sich in den "Sommergästen", in die "wir", so Hauptdarstellerin Edith Clever, "auch unsere eigenen Unfreiheiten und Sehnsüchte mit einbrachten", oft geradezu gewalttätig, obgleich es ein "reiner Quasselfilm" ist. Die hochliterarischen Vorgänge spielen sich in den Gesichtern und Dialogen oft mit Actionfilm-Intensität ab.“

„Peter Steins Inszenierung der „Sommergäste“ von Maxim Gorki an der Berliner Schaubühne am Halleschen Ufer hat inzwischen legendären Ruhm. Stein, sein Dramaturg Botho Strauß und das Ensemble sind begeistert vom Film, sie arbeiten auch auf der Bühne bewußt mit filmischen Mitteln. Die Schauspieler sind zum wichtigsten Darsteller-Potential des neuen deutschen Films geworden. Das alles hat die Erwartungen auf den ersten Film der Gruppe, die (Ursprünglich ohnehin als Film geplanten) „Sommergäste“, sehr hoch gespannt. Das Ergebnis ist zwiespältig und wurde sehr unterschiedlich bewertet.“

„Eine Urlaubsgesellschaft im zaristischen Rußland erkennt in quälenden Auseinandersetzungen und Selbstenthüllungen die Signale eines kommenden Umbruchs und ihre eigene Wertlosigkeit für die neue Zeit. Eine kunstvolle Verfilmung des Gorki-Stückes nach Steins berühmter Berliner Schaubühnen-Inszenierung. Eine sehenswerte Schilderung von Vorstadien gesellschaftlicher Veränderungen mit unterschwelligem Bezug auf gegenwärtige Stimmungslagen.“